# Football Club de Nantes 2007-2008
Questa voce raccoglie le informazioni riguardanti il Football Club de Nantes nelle competizioni ufficiali della stagione 2007-2008.

## Rosa
| N. |                    | Ruolo | Calciatore               |
| -- | ------------------ | ----- | ------------------------ |
| 1  | Francia (bandiera) | P     | Tony Heurtebis           |
| 4  | Italia (bandiera)  | D     | Alessandro Picciolo      |
| 5  | Haiti (bandiera)   | D     | Jean-Jacques Pierre      |
| 6  | Francia (bandiera) | D     | Guillaume Moullec        |
| 7  | Francia (bandiera) | C     | Guillaume Norbert        |
| 8  | Francia (bandiera) | C     | Frédéric Da Rocha        |
| 9  | Togo (bandiera)    | A     | Thomas Dossevi           |
| 12 | Serbia (bandiera)  | A     | Filip Ðorđević           |
| 10 | Mali (bandiera)    | A     | Mamadou Bagayoko         |
| 11 | Francia (bandiera) | C     | Aurélien Capoue          |
| 13 | Francia (bandiera) | A     | Nicolas Goussé           |
| 14 | Francia (bandiera) | D     | Olivier Thomas           |
| 15 | Francia (bandiera) | D     | Rémi Maréval             |
| 16 | Camerun (bandiera) | P     | Guy Rolland N'Dy Assembé |
| 17 | Francia (bandiera) | D     | Yohann Poulard           |

| N. |                      | Ruolo | Calciatore         |
| -- | -------------------- | ----- | ------------------ |
| 18 | Francia (bandiera)   | C     | David De Freitas   |
| 19 | Serbia (bandiera)    | C     | Stefan Babović     |
| 20 | Marocco (bandiera)   | D     | Karim El Mourabet  |
| 21 | Francia (bandiera)   | C     | William Vainqueur  |
| 22 | Zimbabwe (bandiera)  | D     | Harlington Shereni |
| 23 | Francia (bandiera)   | D     | Ricardo Faty       |
| 24 | Francia (bandiera)   | D     | Loïc Guillon       |
| 25 | Francia (bandiera)   | D     | Steven Thicot      |
| 27 | Rep. Ceca (bandiera) | C     | Marek Heinz        |
| 28 | Romania (bandiera)   | A     | Claudiu Keșerü     |
| 29 | Marocco (bandiera)   | C     | Youssef Sekour     |
| 30 | Francia (bandiera)   | P     | Vincent Briant     |
| 33 | Francia (bandiera)   | D     | Kévin Das Neves    |
| -- | Francia (bandiera)   | D     | Soilyho Mété       |

### Staff tecnico
- Allenatore:  Michel Der Zakarian
- Allenatore in seconda:  Baptiste Gentili
- Preparatore dei portieri:  Franck Chaumain

### Staff dirigenziale
- Presidente:   Waldemar Kita
- Direttore tecnico:  Christian Larièpe
- Direttore generale:  Claude Robin

### Presenze e reti
- 33: Maréval
- 32: Heurtebis
- 31: Pierre, Moullec
- 29: De Freitas, Shereni
- 28: Poulard,Picciolo
- 27: Goussé
- 26: Da Rocha
- 25: Thomas
- 22: Capoue, Dossevi
- 19: Bagayoko
- 16: Guillon
- 15: Heinz
- 13: Djordjevic
- 11: Babovic, Faty, Keserü
- 6: Das Neves, Sekour
- 5: Vainqueur, Andriatsima, Ca
- 3: Norbert
- 2: N'Dy-Assembe, Diop, El Mourabet

- 9: Bagayoko, Doussé
- 8: Dossevi
- 6: Shereni, Djordjevic
- 3: De Freitas, Faty
- 2: Sekour
- 1: Pierre, Poulard, Guillon, Da Rocha, Capoue, Heinz

## Risultati finali
- Campionato: Secondo posto. Promosso in Ligue 1 2008-2009
- Coppa di Francia: Eliminato ai sedicesimi di finale
- Coppa di Lega: Eliminato ai sedicesimi di finale